# QF-EHEA
O QF-EHEA (Quadro Europeu de Qualificações para o ensino superior) é uma estrutura europeia para promover a mobilidade do ensino superior na Europa, não só na educação, mas também na formação profissional universitária e nos ensinamentos de música e artes.

## Níveis de QF-EHEA
O QF-EHEA está definido para quatro níveis
Short cycleNos ciclos de formação próximos
Primeiro cicloAo entrar em notas
Segundo cicloAo entrar os mestres
Terceiro cicloNos próximos doutorados

### QF-EHEA nos estados europeus

#### QF-EHEA em Espanha[2]
Acesso ao ensino superior em Espanha é aos 18 anos, após 12 anos de estudo.
O QF-EHEA em Espanha chamado MECES. Os MECES têm as mesmas definições e dos mesmos níveis como no QF-EHEA. Os MECES oferece os seguintes níveis:
- Ciclo curto - MECES 1

Superior Técnico :: Formação Profissional.
Superior Técnico :: Artes Visuais e Design.
Superior Técnico :: Deportivo.
- Primeiro ciclo - MECES 2

Formado :: título.
Título :: Pós-Graduação em educação artística.
- Segundo ciclo - 3 MECES

Mestrado :: Universidade.
Título :: Mestrado em Educação Artística.
- Terceiro ciclo - MECES 4

Título :: Doutor.

#### QF-EHEA França
Acesso ao ensino superior na França é aos 18 anos, após 12 anos de estudo.
O QF-EHEA na França chamado repertório nacional des Certificações professionnelles (RNCP). O RNCP têm as mesmas definições e dos mesmos níveis como no QF-EHEA. O RNCP oferece os seguintes níveis:
- Ciclo curto - RNCP 3

Certificações de nível 3 ::
Brevet de técnico superior ::
- Primeiro ciclo - RNCP 2

Certificações de nível 2 ::
Licença :: Profesionelle
- Segundo ciclo - RNCP 1

Master ::
- Terceiro ciclo - RNCP formação de pares 1 continuam

Doutor ::

#### QF-EHEA no Reino Unido
Acesso ao ensino superior no Reino Unido é, aos 17 anos, depois de 11 anos de estudo.
O QF-EHEA no Reino Unido é chamado FHEQ. O FHEQ tem a mesma definição,mas ten un nivel mais do QF-EHEA. O FHEQ fornece os seguintes níveis.
- FHEQ Certificado (C) (nenhum reconhecimento na Europa)

Maiores certificados nacionais :: (HNC)
Certificados de Educação Superior :: (CertHE)
- Ciclo curto - FHEQ Intermediário (I)

Diplomas de Ensino Superior (DipHE)
Nacional Superior de Diplomas (HND)
Graus Fundação :: (por exemplo, FDA, FDSC)
- Primeiro ciclo - FHEQ Honours (H)

Bacharelado com honras
Bacharel graus (por exemplo, BA / BSc Hons)
- Segundo ciclo - Mestrado FHEQ (M)

Mestrados (por exemplo, MPhil, Mestrado em Literatura, MRes, MA, MSc)
Mestrado :: integrados (por exemplo, Meng, MChem, MPhys, MPharm)
- Terceiro ciclo - FHEQ Doutorado (D)

Doutorado :: graus (por exemplo, PhD / DPhil (incluindo nova rota-doutorado), EdD, DBA, DClinPsy)

#### QF-EHEA em Portugal
Em Portugal, o acesso ao ensino superior aos 18 anos, após 12 anos de estudo. A educação superior tem duas partes e da Universidade Politécnica, embora este último é politécnicos
- Ciclo curto[3]

curso técnico superior profissional.(creado o 18/4/2014)
Curso de Especialização tecnológica
- Primeiro ciclo

Grau ::
- Segundo ciclo

Mestre ::
- Terceiro ciclo

Doutor ::